# Khalid Hachadi
Khalid Hachadi (en arabe : خالد حشادي), né le 3 mai 1998 à El Jadida au Maroc, est un footballeur marocain évoluant au poste d'attaquant à l’Académica de Coimbra, au Portugal.

## Biographie

### En club
Khalid Hachadi dispute 39 matchs et marque treize buts en Botola Pro avant de prendre son départ pour le Vitoria Setubal, signant un contrat de cinq ans,.
Le 14 septembre 2019, il marque son premier but officiel au Portugal face à Braga.
Le 19 octobre 2020, Khalid Hachadi signe son retour au Maroc en signant un contrat de trois ans au club promu SCCM de Mohammédia en échange d'une somme de 800.000 euros.

### En sélection
Le 18 août 2019, il est présélectionné par Patrice Beaumelle avec le Maroc olympique pour une double confrontation contre l'équipe du Mali olympique comptant pour les qualifications à la Coupe d'Afrique des moins de 23 ans.

## Palmarès

### En club
- Champion du Portugal de Liga 3 en 2023-2024 avec le FC Alverca.